# Hendrik II van Nassau-Beilstein
Hendrik II van Nassau-Beilstein († kort na 12 oktober 1412), Duits: Heinrich II. Graf von Nassau-Beilstein, was graaf van Nassau-Beilstein, een deel van het graafschap Nassau. Hij stamt uit de Ottoonse Linie van het Huis Nassau. In tegenstelling tot zijn verkwistende vader, voerde hij een strak financieel beleid, toonde hij de deugd van zuinigheid, loste verpande bezittingen in, verwierf nieuwe door aankopen, en wist altijd over voldoende geldmiddelen te beschikken, waarbij vermoedelijk de bruidsschat van zijn vrouw hem zeer van pas kwam.

## Biografie
Hendrik was de oudste zoon van graaf Hendrik I van Nassau-Beilstein en Imagina van Westerburg, dochter van heer Siegfried I van Westerburg en Adelheid van Solms.
Hendrik was sinds 1374 mederegent van zijn vader. Na het overlijden van zijn vader nam Hendrik samen met zijn broer Reinhard de regering over. Hendrik resideerde op de Burcht Beilstein en naam de titel ‘heer van Beilstein’ aan, Reinhard resideerde op de Burcht Liebenscheid. Het graafschap bleef echter ongedeeld; beide broers regeerden gezamenlijk.
In tegenstelling tot zijn kwistige vader voerde Hendrik een strikt financieel beleid, was spaarzaam, loste de verpande landgoederen in, verwierf nieuwe door aankoop en wist altijd over rijke fondsen te beschikken, waarbij de bruidsschat van zijn vrouw hem waarschijnlijk zeer goed van pas kwam. Het lukte hem eveneens de hoogheidsrechten op de heerlijkheid Westerwald te verdedigen tegen de heren van Westerburg en de heren van Runkel.
In de strijd om de heerlijkheid Heinsberg, een erfenis van zijn grootmoeder Adelheid van Heinsberg en Blankenberg, kreeg Hendrik van hertog Willem II van Gulik in 1380 als schadevergoeding een jaarlijkse rente van 50 goudgulden uit de Blankenbergse herfstbede.
Hendrik was in 1406 aanwezig op de Rijksdag van Mainz. Hier hoorde hij tot de rijksstanden die een compromis tussen rooms-koning Ruprecht en de Marbacher Bund moesten bereiken. Dit verbond was mede opgericht door Hendriks verwant Johan II van Nassau-Wiesbaden-Idstein, de aartsbisschop en keurvorst van Mainz.
Hendrik overleed vermoedelijk kort na 12 oktober 1412. Hij werd begraven in de Dom van Mainz en werd opgevolgd door zijn zoon Johan I.

## Huwelijk en kinderen
Hendrik huwde vóór 5 juni 1383 met Catharina van Randerode († 1415 of later), dochter van heer Arnold II van Randerode en Erprath en Maria van Sayn. Catharina werd begraven in de Dom van Mainz.

Uit dit huwelijk werden geboren:
1. Catharina († 6 september 1459), huwde op 19 januari 1407 met graaf Reinhard II van Hanau-Münzenberg († 26 juni 1451).
2. Johan I († juli 1473), volgde zijn vader op.
3. Willem († 18 april 1430; begraven in de Dom van Mainz), was Oberamtmann van het Eichsfeld 1425, kanunnik van de Dom van Mainz, provoost 1419–1430, kanunnik van de Dom van Keulen 1430 en kanunnik van de Dom van Speyer 1430.
4. Hendrik III († 12 september 1477), was sinds 1425 mederegent van zijn broer Johan.
5. Dochter († vóór 1430; begraven in de Dom van Mainz).

## Voorouders
| Voorouders van Hendrik II van Nassau-Beilstein | Voorouders van Hendrik II van Nassau-Beilstein                                                            | Voorouders van Hendrik II van Nassau-Beilstein                                                            | Voorouders van Hendrik II van Nassau-Beilstein                                                            | Voorouders van Hendrik II van Nassau-Beilstein                                                            | Voorouders van Hendrik II van Nassau-Beilstein                                                    | Voorouders van Hendrik II van Nassau-Beilstein                                                    | Voorouders van Hendrik II van Nassau-Beilstein                                                    | Voorouders van Hendrik II van Nassau-Beilstein                                                    |
| ---------------------------------------------- | --- | --- | --- | --- | ------------------------------------------------------------------------------------------------- | ------------------------------------------------------------------------------------------------- | ------------------------------------------------------------------------------------------------- | ------------------------------------------------------------------------------------------------- |
| Betovergrootouders                             | Hendrik II ‘de Rijke’ van Nassau (ca. 1180–1247/50) ⚭ vóór 1215 Machteld van Gelre en Zutphen (?–na 1247) | Emico IV van Leiningen (?–1276/79) ⚭ Elisabeth (?–1263)                                                   | Hendrik van Sponheim (–ca. 1258) ⚭ 1230 Agnes van Valkenburg en Heinsberg (?–1267)                        | Godfried van Brabant (1209–1254) ⚭ 1243 Maria van Oudenaarde (?–1277)                                     | Siegfried IV van Runkel (?–1266/67) ⚭ ? (?–?)                                                     | Gerlach I van Isenburg-Limburg (?–1289) ⚭ Imagina van Blieskastel (?–vóór 1298)                   | ? (?–?) ⚭ ? (?–?)                                                                                 | ? (?–?) ⚭ ? (?–?)                                                                                 |
| Overgrootouders                                | Otto I van Nassau (?–1289/90) ⚭ vóór 1270 Agnes van Leiningen (?–na 1299)                                 | Otto I van Nassau (?–1289/90) ⚭ vóór 1270 Agnes van Leiningen (?–na 1299)                                 | Dirk II van Heinsberg en Blankenberg (?–1303) ⚭ 1253 Johanna van Leuven (?–1291)                          | Dirk II van Heinsberg en Blankenberg (?–1303) ⚭ 1253 Johanna van Leuven (?–1291)                          | Hendrik I van Westerburg (?–1288) ⚭ 1267 Agnes van Isenburg-Limburg (?–na 1319)                   | Hendrik I van Westerburg (?–1288) ⚭ 1267 Agnes van Isenburg-Limburg (?–na 1319)                   | ? (?–?) ⚭ ? (?–?)                                                                                 | ? (?–?) ⚭ ? (?–?)                                                                                 |
| Grootouders                                    | Hendrik I van Nassau-Siegen (ca. 1270–1343) ⚭ vóór 1302 Adelheid van Heinsberg en Blankenberg (?–na 1343) | Hendrik I van Nassau-Siegen (ca. 1270–1343) ⚭ vóór 1302 Adelheid van Heinsberg en Blankenberg (?–na 1343) | Hendrik I van Nassau-Siegen (ca. 1270–1343) ⚭ vóór 1302 Adelheid van Heinsberg en Blankenberg (?–na 1343) | Hendrik I van Nassau-Siegen (ca. 1270–1343) ⚭ vóór 1302 Adelheid van Heinsberg en Blankenberg (?–na 1343) | Siegfried I van Westerburg (?–1315) ⚭ Adelheid van Solms (?–?)                                    | Siegfried I van Westerburg (?–1315) ⚭ Adelheid van Solms (?–?)                                    | Siegfried I van Westerburg (?–1315) ⚭ Adelheid van Solms (?–?)                                    | Siegfried I van Westerburg (?–1315) ⚭ Adelheid van Solms (?–?)                                    |
| Ouders                                         | Hendrik I van Nassau-Beilstein (ca. 1307–1378 (1380?)) ⚭ ca. 1339 Imagina van Westerburg (?–1388)         | Hendrik I van Nassau-Beilstein (ca. 1307–1378 (1380?)) ⚭ ca. 1339 Imagina van Westerburg (?–1388)         | Hendrik I van Nassau-Beilstein (ca. 1307–1378 (1380?)) ⚭ ca. 1339 Imagina van Westerburg (?–1388)         | Hendrik I van Nassau-Beilstein (ca. 1307–1378 (1380?)) ⚭ ca. 1339 Imagina van Westerburg (?–1388)         | Hendrik I van Nassau-Beilstein (ca. 1307–1378 (1380?)) ⚭ ca. 1339 Imagina van Westerburg (?–1388) | Hendrik I van Nassau-Beilstein (ca. 1307–1378 (1380?)) ⚭ ca. 1339 Imagina van Westerburg (?–1388) | Hendrik I van Nassau-Beilstein (ca. 1307–1378 (1380?)) ⚭ ca. 1339 Imagina van Westerburg (?–1388) | Hendrik I van Nassau-Beilstein (ca. 1307–1378 (1380?)) ⚭ ca. 1339 Imagina van Westerburg (?–1388) |